# Acalolepta ochreifrons
Acalolepta ochreifrons är en skalbaggsart som beskrevs av Stefan von Breuning 1974. Acalolepta ochreifrons ingår i släktet Acalolepta och familjen långhorningar.
Artens utbredningsområde är Vanuatu. Inga underarter finns listade i Catalogue of Life.